# Tarpeia (cràter)
Tarpeia és un cràter amb coordenades planetocèntriques de -64.86 ° de latitud nord i 192.32 ° de longitud est, sobre la superfície de l'asteroide del cinturó principal (4) Vesta. Fa 40.29 km de diàmetre. El nom adoptat com a oficial per la UAI el 27 de desembre de 2011 fa referència a Tarpeia, personatge llegendari romà.